# Wild Gift
Wild Gift är ett musikalbum av den amerikanska gruppen X lanserat 1981 på Slash Records. Skivan som var gruppens andra studioalbum producerades av Ray Manzarek.
Albumet röstades fram till det andra bästa i Pazz & Jop-listan för 1981. Albumet finns även med på listan The 500 Greatest Albums of All Time, sammanställd av magasinet Rolling Stone. Det är även ett av albumen i boken 1001 album du måste höra innan du dör.

## Låtlista
(alla låtar skrivna av John Doe och Exene Cervenka.
1. "The Once Over Twice" – 2:31
2. "We're Desperate" – 2:00
3. "Adult Books" – 3:19
4. "Universal Corner" – 4:33
5. "I'm Coming Over" – 1:14
6. "It's Who You Know" – 2:17
7. "In This House That I Call Home" – 3:34
8. "Some Other Time" – 2:17
9. "White Girl" – 3:27
10. "Beyond and Back" – 2:49
11. "Back 2 the Base" – 1:33
12. "When Our Love Passed Out on the Couch" – 1:57
13. "Year 1" – 1:18